# Edmond Humeau
Edmond-Henri Humeau, né le 18 août 1907 à Saint-Florent-le-Vieil (Maine-et-Loire) et mort le 20 juillet 1998 à Vanves, est un poète et résistant français.

## Études
Fils d’un vétérinaire, il fait ses études primaires à l’école communale, avec pour condisciple Julien Gracq, avant d’aller d’abord au petit séminaire de Beaupréau puis, pour des études supérieures en théologie, au grand séminaire d’Angers. Il est ensuite admis au sanatorium pour religieux de Voirons.

## Carrière
Passionné de poésie dès son adolescence, il devient professeur de français à Saint-Maurice, en Suisse. Puis il revient en France à la fin de 1932. En 1933, il épouse Germaine Duvernoy à la paroisse Jeanne d’Arc en Tunisie.
Sa vie parisienne l'implique dans de nombreuses activités : rédacteur des revues littéraires Esprit de 1933 à 1950, La Tour de feu, Arts ou Edma (Encyclopédie du monde actuel - revue suisse), de 1946 à 1951. Il est parallèlement en poste dès 1936 au bureau universitaire statistique jusqu'à sa suppression sous l'occupation allemande en 1940. De 1940 à 1946, en poste au ministère du Travail comme organisateur et directeur de la réinsertion des intellectuels, il vient en aide à ceux que traquent les nazis et l'État français collaborateur. En 1942, il rejoint la Résistance dans le réseau Marco Polo. Il obtiendra pour son action la Médaille de la Résistance et la Croix de guerre comme soldat sans uniforme. Il est ensuite attaché de presse au Conseil économique de 1947 à 1972.
Chevalier de la Légion d'honneur en 1953, il obtient également de nombreuses distinctions sur le plan artistique, tout particulièrement dans la poésie mais aussi dans la peinture abstraite.
En 1953 encore, il découvre un village de la Provence bas-alpine, Le Castellet d’Oraison, où il acquiert, en juillet de cette même année, une maison qui devient son havre de paix. Il y reçoit, en vacances, de nombreux amis artistes qui surnommeront cette résidence l’Humeaudière. Il y multiplie les séjours et aménage un bureau-bibliothèque où il lit, écrit, travaille. Il y vient régulièrement jusqu’à la fin de sa vie.
Il meurt à Vanves le 20 juillet 1998, à quelques jours de ses 91 ans. Selon ses vœux, il repose désormais au cimetière communal du Castellet d’Oraison.

## Œuvres
- Maintenant, Rouge et Cie, 1932
- Axonométrique Romand, La nouvelle équipe, 1932
- L'Amour en tête, Cahiers du journal des poètes, 1934
- Marine glaciale, Sagesse, 1936
- Horloge au cœur, Vulturne, 1942
- Chant du loin de l'herbe, Cahiers de Rochefort, 1942
- La Vie se fait jour, Confluences, 1945
- Déployons le drapeau du monde, La Tour de Feu, 1951
- L'Épreuve au soleil, Seghers, 1951
- D'ombre câline au buisson, Millas-Martin, 1956
- Le Neuf du cœur, illustrations de Pierre Soulages, Millas-Martin, 1956
- L'Âge des processions, Nouveaux cahiers de jeunesse, 1958
- Le Médium en feu, La tour de feu, 1958
- Que l'ombre soit, A. Henneuse, 1960
- Le Siècle des migrants, Chambelland, 1965
- Le Cœur net, Gaston Puel, 1966
- La Main fulcrée s'est ouverte, Chambelland, 1968
- Une fenêtre donnée, Fagne, 1970
- Le Tambourinaire des sources, lithographie de Jean Hélion, Chambelland, 1970
- L'Univers se fragmente, Plein chant, 1971
- L'Approche ardente, Rougerie, 1972
- Seul autrement dit, Chambelland, 1974
- L'ensemble se tient, Chambelland, 1975
- Le Dur Octante, Vents et Marées, 1985
- Avec privauté, Rougerie, 1985
- L'ensemble se tient à quinze lustres dans ma vie (1907-1984), Les Cahiers de Garlaban, 1990.

L'œuvre poétique, publiée aux Éditions des Voirons, reprend en trois tomes pratiquement l'ensemble de ces plaquettes :
- Plus loin l'aurore, tome I (1929-1936), Éditions des Voirons, 1977
- L'Âge noir, tome II (1937-1956), Éditions des Voirons, 1979
- Le Temps dévoré, tome III (1957-1982), Éditions des Voirons, 1982

## Critique d'art
- Tony Agostini, in Les peintres témoins de leur temps, Éditions Achille Weber/Hachette, 1961.

## Sur Edmond Humeau
- Regards sur Edmond Humeau, revue Créer, no 42,février-mars-avril 1981, (ISSN 0336-612X).
- Edmond Humeau (Actes du colloque organisé par Georges Cesbron); éd. P.U. Angers; 1991.

## Récompenses
- 1956 - Prix Max-Jacob, pour l’ensemble de son œuvre[4].
- 1986 - Grand prix de poésie de la SGDL (Société des gens de lettres, France), pour l’ensemble de l’œuvre[5].